# Alfonso Gomez
Alfonso Salvador Gómez Becerra, född 28 oktober 1980, är en professionell boxare som bland annat var med i TV-serien Contender. Han slog många boxare i Contender bland annat i den ena machen mot #3 rankade Peter Manfredo. I semifinalen fick dock Gomez stryk av Manfredo. Gomez slutade som 3:a i Contender.